# Microregiunea Mohács
Microregiunea Mohács (în maghiară Mohácsi kistérség) a fost o microregiune statistică (kistérség) din județul Baranya, Ungaria.
Cu o populație de 48.622 locuitori și o suprafață de 846,29 km2, aceasta a existat până în 2014, când în Ungaria, microregiunile ”kistérségek” au fost înlocuite de districte (járások).